# Shakespeare. Szekspir w opowiadaniach dla młodzieży

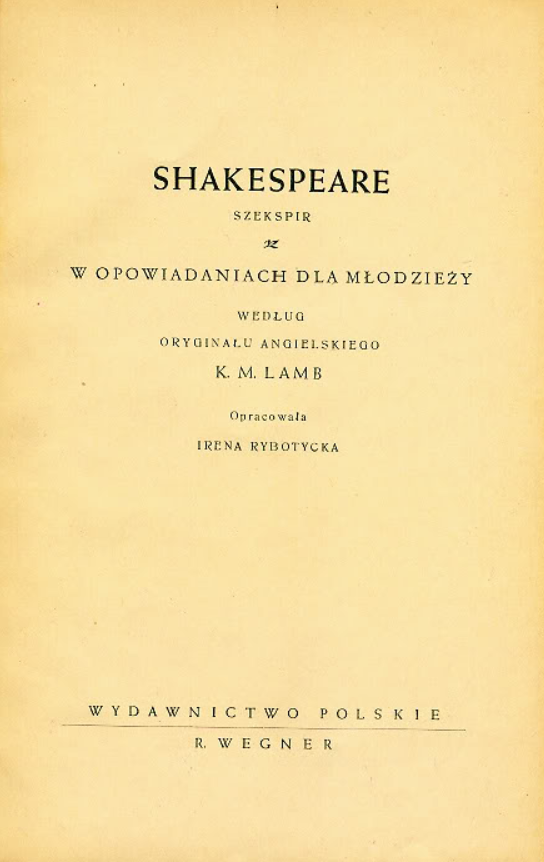
Strona tytułowa książki w opracowaniu Ireny Rybotyckiej, Wydawnictwo Polskie R. Wegnera, Niemcy 1947/1948

„Shakespeare. Szekspir w opowiadaniach dla młodzieży” (ang. Tales from Shakespeare) – książka dla dzieci, której autorami są angielscy pisarze, Charles Lamb i Mary Lamb. W języku polskim opracowana przez Irenę Rybotycką i wydana przez Wydawnictwo Polskie R. Wegnera w Niemczech w roku 1947/1948 z przeznaczeniem dla polskich uchodźców wojennych.
Została napisana w 1807 roku, ilustracje stworzył Arthur Rackham (1899).
W książce tej dzieła Williama Shakespeare’a zostały przekształcone tak, aby nadawały się do czytania przez dzieci. Do głównych zabiegów zaliczyć należy usunięcie archaicznego stylu i uproszczenie fabuły.  
Większość nowych wersji komedii, prawdopodobnie 14 utworów spośród 20, opracowała Mary Lamb.